# Napoli Basket 2022-2023
Questa voce raccoglie le informazioni riguardanti il Napoli Basket nelle competizioni ufficiali della stagione 2022-2023.

## Stagione
La stagione 2022-2023 del Napoli Basket sponsorizzato GeVi, è la 2ª nel massimo campionato italiano di pallacanestro, la Serie A.

## Organigramma societario
Dal sito internet della società.
Area dirigenziale
- Presidente: Federico Grassi
- Vice-presidente: Flavio D’Isanto
- Amministratore delegato: Alfredo Amoroso
- Direttore sportivo: Alessandro Bolognesi
- Coordinator Basketball Operations: Barbara Feluca
- Team manager: Alessandro Di Fede

Area tecnica
- Allenatore: Cesare Pancotto
- Vice allenatore: Francesco Cavaliere
- Vice allenatore: Davide Gabriele
- Preparatore atletico: Giacomo Sorrentino
- Responsabile scouting: Francesco Capone
- Responsabile Settore Giovanile: Riccardo Gattola
- Fisioterapista: Fabio Esposito
- Fisioterapista: Marco Palomba
- Medico sociale: Giovanni D’Alicandro

Area marketing&ticketing
- Responsabile Affari Generali: Riccardo Marziantonio
- Direttore Marketing: Nicola Tolomei
- Responsabile Area Comunicazione: Gianluca Vigliotti
- Ufficio Stampa: Michele Botti

## Roster
Aggiornato al 13 giugno 2023.
| GeVi Napoli Basket 2022-23 | GeVi Napoli Basket 2022-23 |
| Giocatori                  | Staff tecnico              |
| -------------------------- | -------------------------- |

| N. | Naz.                                           | Ruolo | Nome                 | Anno | Alt.   | Peso   |  |
| -- | ---------------------------------------------- | ----- | -------------------- | ---- | ------ | ------ |  |
| 0  | Italia (bandiera)                              | AC    | Andrea Zerini        | 1988 | 205 cm | 112 kg |  |
| 1  | Stati Uniti (bandiera) · Porto Rico (bandiera) | P     | Jordan Howard        | 1996 | 180 cm | 80 kg  |  |
| 3  | Stati Uniti (bandiera)                         | G     | Robert Johnson       | 1995 | 193 cm | 88 kg  |  |
| 3  | Stati Uniti (bandiera)                         | P     | Joe Young            | 1992 | 188 cm | 84 kg  |  |
| 5  | Stati Uniti (bandiera)                         | AG    | Emmitt Williams      | 1998 | 198 cm | 102 kg |  |
| 6  | Francia (bandiera)                             | P     | David Michineau      | 1994 | 192 cm | 85 kg  |  |
| 7  | Grecia (bandiera)                              | C     | Dīmītrīs Agravanīs   | 1994 | 208 cm | 116 kg |  |
| 9  | Italia (bandiera)                              | AP    | Nicolò Dellosto      | 2000 | 201 cm | 100 kg |  |
| 10 | Italia (bandiera)                              | P     | Simone Sinagra       | 2005 | 175 cm | 70 kg  |  |
| 12 | Italia (bandiera)                              | P     | Antonio Matera       | 2004 | 187 cm | 75 kg  |  |
| 15 | Stati Uniti (bandiera)                         | AG    | Devin Davis          | 1995 | 198 cm | 103 kg |  |
| 16 | Italia (bandiera)                              | G     | Lorenzo Uglietti (C) | 1994 | 192 cm | 84 kg  |  |
| 20 | Stati Uniti (bandiera)                         | AG    | Thomas Wimbush       | 1993 | 201 cm | 91 kg  |  |
| 22 | Stati Uniti (bandiera)                         | C     | JaCorey Williams     | 1994 | 202 cm | 96 kg  |  |
| 30 | Stati Uniti (bandiera)                         | AP    | Elijah Stewart       | 1995 | 196 cm | 90 kg  |  |
| 41 | Italia (bandiera)                              | AG    | Simone Zanotti       | 1992 | 208 cm | 106 kg |  |
| 88 | Italia (bandiera)                              | AP    | Sergio Grassi        | 2004 | 193 cm | 80 kg  |  |
| -  | Mali (bandiera) · Italia (bandiera)            | C     | Moussa Bamba         | 2005 | 202 cm | 102 kg |  |
| -  | Italia (bandiera)                              | G     | Francesco D’Antonio  | 2004 | 190 cm | 96 kg  |  |
| -  | Italia (bandiera)                              |       | Jacopo Scotti        |      |        |        |  |

| Allenatore |
| - Maurizio Buscaglia (fino al 3 gennaio) - Cesare Pancotto (dal 3 gennaio)                                                                |
| Assistente/i |
| - Francesco Cavaliere - Davide Gabriele - Cesare Pancotto (fino al 3 gennaio) Legenda - (C) Capitano - (IN) Inattivo - Infortunato Roster |

## Mercato

### Sessione estiva
| Acquisti | Acquisti           | Acquisti            | Acquisti   | Acquisti |
| R.       | Nome               | da                  | Modalità   |          |
| -------- | ------------------ | ------------------- | ---------- | -------- |
| P        | David Michineau    | Metropolitans 92    | svincolato |          |
| PG       | Jordan Howard      | Strasburgo          | svincolato |          |
| G        | Robert Johnson     | Legia Varsavia      | svincolato |          |
| AP       | Elijah Stewart     | U Cluj              | svincolato |          |
| A        | Nicolò Dellosto    | Benedetto XIV Cento | svincolato |          |
| A        | Emmitt Williams    | Vancouver Bandits   | svincolato |          |
| AG       | Simone Zanotti     | V.L. Pesaro         | svincolato |          |
| C        | Dīmītrīs Agravanīs | Promitheas          | svincolato |          |
| C        | JaCorey Williams   | Bourg-en-Bresse     | svincolato |          |

| Cessioni | Cessioni         | Cessioni        | Cessioni       | Cessioni |
| R.       | Nome             | a               | Modalità       |          |
| -------- | ---------------- | --------------- | -------------- | -------- |
| P        | Arnas Velička    | Niners Chemnitz | fine contratto |          |
| PG       | Jason Rich       | Beşiktaş        | fine contratto |          |
| G        | Pierpaolo Marini | Treviglio       | fine contratto |          |
| A        | Jordan Parks     | Reyer Venezia   | fine contratto |          |
| AG       | Markis McDuffie  | Digione         | fine contratto |          |
| C        | Leonardo Totè    | V.L. Pesaro     | fine contratto |          |
| C        | Artūras Gudaitis | Panathīnaïkos   | fine contratto |          |
| C        | Frank Elegar     | Free agent      | fine contratto |          |

### Dopo l'inizio della stagione
| Acquisti | Acquisti       | Acquisti             | Acquisti         | Acquisti   |
| R.       | Nome           | da                   | Data             | Modalità   |
| -------- | -------------- | -------------------- | ---------------- | ---------- |
| AG       | Devin Davis    | Peristeri            | 15 novembre 2022 | svincolato |
| P        | Joe Young      | Promitheas           | 5 gennaio 2023   | svincolato |
| A        | Thomas Wimbush | Zenit S. Pietroburgo | 7 febbraio 2023  | svincolato |

| Cessioni | Cessioni           | Cessioni         | Cessioni        | Cessioni       |
| R.       | Nome               | a                | Data            | Modalità       |
| -------- | ------------------ | ---------------- | --------------- | -------------- |
| C        | Dīmītrīs Agravanīs | Peristeri        | 1 novembre 2022 | fine contratto |
| A        | Emmitt Williams    | Free agent       | 9 novembre 2022 | rescissione    |
| G        | Robert Johnson     | Blois            | 6 gennaio 2023  | rescissione    |
| AG       | Devin Davis        | Scaligera Verona | 7 febbraio 2023 | rescissione    |
| AC       | Simone Zanotti     | Basket Torino    | 1 aprile 2023   | rescissione    |